# Бархударян, Седрак Геворкович
Бархударян Седрак Геворкович  (арм. Սեդրակ Գևորգի Բարխուդարյան; 1898, деревня Хефтван, провинция Салмас, Иран — 1970, Ереван) — армянский историк, археолог и эпиграфист.

## Биография
В 1915 году вместе с семьей покинул Иран и переехал в Тифлис, в 1924 г. — в Ереван. В 1928 г. окончил историко-филологический факультет Ереванского государственного университета, затем работал учителем в районах Армении.
С 1932 г. работал в Комитете по охране памятников, научным сотрудником Государственного исторического музея; возглавлял археологические экспедиции по исследованию пещер, циклопических крепостей, захоронений, каменных культовых памятников и построек.
В феврале 1938 года по сфабрикованному обвинению был осуждён и сослан на Дальний Восток. В 1948 г. вернулся в Ереван, однако вскоре повторно был выслан. Рукопись воспоминаний С. Г. Бархударяна о 17 годах, проведённых в сталинских лагерях и ссылке, хранится у его вдовы, Клары Асатрян.
В 1954 г. реабилитирован, вернулся в Армению. Работал в Институте истории АН Армянской ССР, с 1960 г. — заведующим отделом эпиграфики в Институте археологии и этнографии.
Скончался Седрак Бархударян 8 мая 1970 года.

## Научная деятельность
В 1954 г. защитил кандидатскую диссертацию, материалы которой в 1963 г. опубликовал в виде монографии. В работе представлены имена армянских средневековых архитекторов и мастеров-каменщиков, а также известная к тому времени информация о них; 49 мастеров впервые были выявлены С. Г. Бархударяном при изучении лапидарных надписей.
Основное направление исследований — эпиграфика. Редактировал первое собрание надписей, собранных в Ани Иосифом Орбели. В 1960-е годы С. Бархударян обошел почти все районы Армении, скрупулёзно копируя и расшифровывая тысячи надписей, которые затем опубликовал в многотомном «Своде армянских надписей», где собраны и расшифрованы тысячи надписей Сюника, Вайоц дзора, Гехаркуника и Арцаха. В своей последней работе «Страницы из истории Арцаха и армяно-албанских отношений» С. Бархударян восстановил надписи на могильной плите князя Амама, что имеет принципиальное значение для этнокультурной характеристики Восточной Армении.

### Избранные труды
- Бархударян С. Г. Средневековые армянские архитекторы и мастера по камню : Автореф. дис. … канд. ист. наук. — Ереван, 1955. — 12 с. — 150 экз.
- Памятники материальной культуры Советской Армении. — 1935.
- Страна Великухи (материалы по истории древней Армении). — 1935.
- Происхождение удийцев. — 1937.
- Бархударян Седрак. Страницы из истории Арцаха и армяно-албанских отношений. Науч. ред.: А. Акопян, К. Асатрян; Ин-т археологии и этнографии НАН РА. Ер.: Издательство НАН РА.– Ер.: Гитутюн, 2011. – 176 с. ISBN 978-5-8080-0875-5